# Bob vid olympiska vinterspelen 1988

## Medaljörer
| Spel                          | Guld                                                             | Silver                                                                   | Brons                                                               |
| Herrar, fyramanna Detaljer... | Schweiz Ekkehard Fasser Kurt Meier Marcel Fässler Werner Stocker | Östtyskland Wolfgang Hoppe Dietmar Schauerhammer Bogdan Musiol Ingo Voge | Sovjetunionen Jānis Ķipurs Gountis Ossis Juris Tone Vladimir Koslov |
| Herrar, tvåmanna Detaljer...  | Sovjetunionen Jānis Ķipurs Vladimir Koslov                       | Östtyskland Wolfgang Hoppe Bogdan Musiol                                 | Östtyskland Bernhard Lehmann Mario Hoyer                            |

## Medaljlista
| Pl. | Nation        | Guld | Silver | Brons | Totalt |
| --- | ------------- | ---- | ------ | ----- | ------ |
| 1   | Sovjetunionen | 1    | 0      | 1     | 2      |
| 2   | Schweiz       | 1    | 0      | 0     | 1      |
| 3   | Östtyskland   | 0    | 2      | 1     | 3      |

## Två-manna
- 22 februari 1988

| Medalj | Lag                             | Nation        | Tid     |
| Guld   | Janis Kipurs, Vladimir Koslov   | Sovjetunionen | 3:53.48 |
| Silver | Wolfgang Hoppe, Bogdan Musiol   | Östtyskland   | 3:54.19 |
| Brons  | Bernhard Lehmann, Mario Hoyer   | Östtyskland   | 3:54.64 |
| 4      | Gustav Weder, Donat Acklin      | Schweiz       | 3:56.06 |
| 5      | Ingo Appelt, Harald Winkler     | Österrike     | 3:56.49 |
| 6      | Hans Hiltebrand, André Kiser    | Schweiz       | 3:56.52 |
| 7      | Anton Fischer, Christoph Langen | Västtyskland  | 3:56.62 |
| 8      | Peter Kienast, Christian Mark   | Österrike     | 3:56.91 |

## Fyra-manna
- 28 februari 1988

| Medalj | Lag                                                             | Nation        | Tid     |
| Guld   | Ekkehard Fasser, Kurt Meier, Marcel Fässler, Werner Stocker     | Schweiz       | 3:47.51 |
| Silver | Wolfgang Hoppe, Bogdan Musiol, Dietmar Schauerhammer, Ingo Voge | Östtyskland   | 3:47.58 |
| Brons  | Janis Kipurs, Gountis Ossis, Juris Tone, Vladimir Koslov        | Sovjetunionen | 3:48.26 |
| 4      | Brent Rushlaw, Hal Hoye, Michael Wasko, William White           | USA           | 3:48.28 |
| 5      | Maris Poikans, Olafs Kliavintj, Ivars Berzups, Juris Jaudzems   | Sovjetunionen | 3:48.35 |
| 6      | Peter Kienast, Franz Siegl, Christian Mark, Kurt Teigl          | Österrike     | 3:48.65 |
| 7      | Ingo Appelt, Josef Muigg, Gerhard Redl, Harald Winkler          | Österrike     | 3:48.95 |
| 8      | Detlef Richter, Bodo Ferl, Ludwig Jahn, Alexander Szelig        | Östtyskland   | 3:49.06 |